# Kanna Nakamura
Kanna Nakamura (中村 カンナ Nakamura Kanna?, 26 de octubre) es una seiyū japonesa afiliada a Rush Style. Nakamura comenzó sus actividades de actuación de voz en 2018 y en 2022 interpretó su primer papel principal como Urushi Yaotome en la serie de anime Soredemo Ayumu wa Yosetekuru.

## Biografía
Desde la infancia, Nakamura tenía tendencia a hacer reír a la gente. Sin embargo, desarrolló un complejo sobre su apariencia debido a que era gorda y quería encontrar un campo donde pudiera superar este complejo. Se inspiró por primera vez para dedicarse a la actuación de voz después de ver la actuación de Miyuki Sawashiro en la serie de anime Rozen Maiden, un interés que se desarrolló aún más cuando se convirtió en una adolescente y se convirtió en fan de Yukari Tamura.
Nakamura se mudó a Tokio después de graduarse de la escuela secundaria y comenzó a asistir a la escuela de actuación de voz mientras estaba en la universidad. Después de pasar dos años en una escuela, se transfirió a una escuela de capacitación dirigida por la agencia de talentos Rush Style. Se afilió a Rush Style después de terminar su formación y comenzó sus actividades en 2018. Uno de sus primeros papeles estuvo en la versión japonesa de la novela visual The Fox Awaits Me, que se lanzó en 2020.
En 2022, Nakamura fue elegida para su primer papel principal como Urushi Yaotome en la serie de anime Soredemo Ayumu wa Yosetekuru, donde también interpretó el tema final de la serie "50 Centi". También fue elegida para interpretar a Narita Top Road en la franquicia multimedia Uma Musume Pretty Derby. Al año siguiente, fue elegida para los papeles de Hazelita en Shiro Seijo to Kuro Bokushi y Anne en Mokushiroku no Yonkishi.

## Filmografía
Los papeles principales están en negrita

### Anime
| Año  | Título                                                                         | Rol                   | Refs.  |
| ---- | ------------------------------------------------------------------------------ | --------------------- | ------ |
| 2022 | Soredemo Ayumu wa Yosetekuru                                                   | Urushi Yaotome        |        |
| 2023 | Shiro Seijo to Kuro Bokushi                                                    | Hazelita              | [ 4 ]  |
| 2023 | Mokushiroku no Yonkishi                                                        | Anne                  | [ 5 ]  |
| 2023 | Eiyū Kyōshitsu                                                                 | Une                   | [ 6 ]  |
| 2024 | Kami wa Game ni Ueteiru                                                        | Nel Reckless          | [ 7 ]  |
| 2024 | Rekishi ni Nokoru Akujo ni Naru zo                                             | Alicia Williams       | [ 8 ]  |
| 2024 | Himitsu no AiPri                                                               | Miss Macaroon         | [ 5 ]  |
| 2025 | Gorilla no Kami Kara Kago Sareta Reijō wa Ōritsu Kishidan de Kawaiigareru      | Sofia Reeler          | [ 9 ]  |
| 2025 | Akujiki Reijō to Kyōketsu Kōshaku                                              | Melphiera Marchalrayd | [ 10 ] |
| 2025 | Kanpeki Sugite Kawaigeganai to Konyaku Haki Sareta Seijo wa Ringoku ni Urareru | Himari                | [ 11 ] |
| 2025 | Silent Witch: Chinmoku no Majo no Kakushigoto                                  | Lana Colette          | [ 12 ] |
| 2025 | Watashi ga Koibito ni Nareru Wake Naijan, Muri Muri! Muri Janakatta!?          | Renako Amaori         | [ 13 ] |